# Регенерация
Регенерацията e процес на възстановяване на отделни увредени части в организмите. Осъществява се на молекулно ниво и е контролирана от гените. Чрез нея определени организми могат да възстановяват почти изцяло свои органи и тъкани.
Трябва да се прави разлика между репаративна регенерация и соматична ембриогенеза. Второто е вид безполово размножаване. Типичен пример за соматична ембриогенеза е хидрата. Нейният организъм може да се възстанови почти изцяло от незначителна част. Процесът е характерен и за морските звезди. При тях е възможно да се възстанови цял нов индивид от една много малка част.
В човешкия организъм на регенерация подлежи черният дроб.

## Видове

### Репаративна регенерация
Репаративната регенерация е процес на пълно възстановяване на увредена структура в организма на даден индивид. Извършва се на молекулно ниво.
Пример за репаративна регенерация е възстановяването на откъснат крайник при земноводното тритон. Репаративна регенерация е и възстановяването на отстранена част от черния дроб.

### Физиологична регенерация
Физиологичната регенерация представлява способността за възстановяването на отпаднали или изхабени клетки по естествен път (вследствие на нормалните им функции). Така се възстановяват например черният дроб при отстраняване на малки части от него при животните, чревната лигавица, кръвните клетки (еритроцитите например), епидермиса, клетките на мастните жлези (чиято функция е саморазрушаване, за да се получи самия мастен секрет) и т.н.
Физиологичната регенерация е характерна за голяма част от организмовите видове, включително висшите животни и човека. Тя е естествен процес, който често нарушава правилото за необратимото диференциране на клетките. С физиологичната регенерация става възможно заздравяването на малки и по-големи рани, които в друг случай биха довели до смъртта на човек.
По мащаби този процес на регенерация е значително по-нискостепенен от репаративната регенерация. В човешкия организъм физиологична репарация се наблюдава при замяната на нови със стари еритроцити, която се извършва на около 120 дни.